# Robert Trösch
Robert Trösch (25 de noviembre de 1911 - 14 de enero de 1986) fue un actor y director teatral y cinematográfico suizo. Desde el año 1946 vivió en Berlín Este, trabajando en el Volksbühne y en el Deutsches Theater, participando también en películas de Deutsche Film AG como narrador.

## Biografía
Su verdadero nombre era Robert Kohli, y nació en Zúrich, Suiza. Aprendió interpretación de manera autodidacta, y actuó por vez primera en el Zürcher Marionettentheater. Trösch era comunista, y en la década de 1930 fue a Berlín, donde actuó con la compañía teatral Truppe 1931 de Gustav von Wangenheim. Con la toma del poder por parte de los Nazis, Trösch volvió en 1933 a Suiza. Allí trabajó durante un tiempo como obrero agrícola, hasta que Erika Mann lo contrató para trabajar en el Cabaret Die Pfeffermühle, al que perteneció hasta 1934. A partir de 1936 formó parte del elenco del Schauspielhaus Zürich. En el año 1936 encarnó a Otto en el film antifascista Kämpfer, dirigido por Gustav von Wangenheim, y rodado y producido en la Unión Soviética. 
Entre 1933 y 1943, Trösch actuó en varios largometrajes producidos en Suiza y dirigidos por Leopold Lindtberg. En el Schauspielhaus Zürich formó en 1942 un grupo integrado en el Comité Nacional por una Alemania Libre. La colaboración con este grupo permitió a Trösch trabajar a partir de 1946 en teatros de Berlín Este, ciudad a la que se mudó ese año. Desde 1950 a 1952 estuvo a cargo del Neue Bühne del Palais am Festungsgraben. En la República Democrática de Alemania actuó en varias películas producidas por la Deutsche Film AG, dirigiendo también filmes y producciones televisivas, varias llevadas a cabo en el Fernsehtheater Moritzburg. 
En el año 1959 fue galardonado con el Premio del Arte de la RDA. Robert Trösch falleció en Berlín Este en el año 1986. Había estado casado con la actriz Georgia Kullmann.

## Producciones teatrales dirigidas por Trösch (selección)
- 1951 : Boris Djacenko: Menschen an der Grenze – (Palais am Festungsgraben)
- 1954 : Wassilij Schwarkin: Ein fremdes Kind[4]
- 1956 : Curt Corrinth: Trojaner, dirección con Benno Bentzin (Theater an der Parkaue)
- 1966 : Vladímir Mayakovski: Lenin-Poem, dedicado al vigésimo aniversario del Partido Socialista Unificado de Alemania[5]
- 1968 : Paul Berndt, Gerd Focke: Geschäft um einen Toten (Fernsehtheater Moritzburg)
- 1968 : Günther Feustel: Großvater und das Diplom (Fernsehtheater Moritzburg)
- 1972 : Henry Becque: Die Pariserin (Fernsehtheater Moritzburg)
- 1972 : Eugène Labiche: Ein Florentinerhut (Fernsehtheater Moritzburg)
- 1973 : Gerd Focke: Der große Coup des Waldi P. (Fernsehtheater Moritzburg)
- 1974 : Dieter Müller: Das geheimnisvolle Doppelleben des Edgar Fabian (Fernsehtheater Moritzburg)
- 1974 : Jerzy Stefan Stawiński: Die Scheidung. Kleine Szenen aus dem Privatleben (Fernsehtheater Moritzburg)
- 1974 : Chris Hornbogen: Spätpodium: Natürlich auf ein Neues (Fernsehtheater Moritzburg)
- 1984 : Heinz Drewniok: Spielgefährten: Karl und Kasimir (Fernsehtheater Moritzburg)

## Filmografía (selección)
- 1933 : Wie d’Warret würkt
- 1935 : Jä-soo!
- 1936 : Kämpfer, de Gustav von Wangenheim
- 1938 : Füsilier Wipf, de Leopold Lindtberg
- 1939 : Wachtmeister Studer, de Leopold Lindtberg
- 1940 : Dilemma, de Edmund Heuberger
- 1941 : Landammann Stauffacher, de Leopold Lindtberg
- 1941 : S’Margritli und d’Soldate: Ernstes und Heiteres aus der Grenzbesetzung, de August Kern
- 1943 : Wilder Urlaub, de Franz Schnyder
- 1948 : Und wieder 48
- 1950 : Saure Wochen – frohe Feste
- 1952 : Roman einer jungen Ehe
- 1954 : Ernst Thälmann – Sohn seiner Klasse, de Kurt Maetzig
- 1955 : Star mit fremden Federn, de Harald Mannl
- 1959 : Fernsehpitaval (serie TV), episodio Der Fall Jakubowski
- 1960 : Flucht aus der Hölle (miniserie TV), de Hans-Erich Korbschmitt
- 1969 : Abendbesuch (telefilm), de Jochen Zimmermann
- 1970–1971 : Zollfahndung (serie TV), 13 episodios, de Celino Bleiweiß
- 1971 : Optimistische Tragödie (telefilm)
- 1973 : Aus dem Leben eines Taugenichts, de Celino Bleiweiß
- 1976 : Nelken in Aspik, de Günter Reisch
- 1976 : Der Lampenschirm (telefilm), director
- 1983 : Insel der Schwäne, de Herrmann Zschoche

## Radio
- 1952 : Friedrich Karl Kaul/Günther Cwojdrak: Chicago 1886, dirección de Gottfried Herrmann (Berliner Rundfunk)
- 1966 : Siegfried Pfaff: Detektiv Martin: Es spukt im Knusperhaus, dirección de Manfred Täubert (Rundfunk der DDR)
- 1968 : Gerhard Rentzsch: Am Brunnen vor dem Tore, dirección de Hans Knötzsch (Rundfunk der DDR)
- 1969 : Fritz Selbmann: Ein weiter Weg, dirección de Fritz-Ernst Fechner (Rundfunk der DDR)
- 1974 : Alexander Wolkow: Der Zauberer der Smaragdenstadt, dirección de Maritta Hübner (Rundfunk der DDR)